# A Tróodosz-hegység festett templomai
A Tróodosz-hegység festett templomai a valamikori Bizánci Birodalom egyik legnagyobb templom- és kolostorcsoportját alkotják. A világörökségi listára került tíz épület rendkívül gazdag falfestményekben, amelyek pontos képet adnak Ciprus Bizánc-kori és Bizánc utáni festészetéről. Az épületegyüttesben található kis templom, amelynek falusias építészete éles ellentétben áll a benne található falfestmények kifinomultságával, és nagy kolostor, mint a Szent János-kolostor. Az épületcsoport 1985 óta a világörökség része.
| Város           | Templom                                     | Építésének ideje |
| --------------- | ------------------------------------------- | ---------------- |
| Kakopetriá      | Szent Miklós-templom                        | 11. század       |
| Kalopanajiótisz | Szent János-kolostor                        | 11. század       |
| Nikitári        | Szűz Mária-templom                          | 12. század       |
| Laguderá        | Szűz Mária-templom                          | 12. század       |
| Mutulász        | Szűz Mária-templom                          | 13–14. század    |
| Pedulász        | Mihály arkangyal templom                    | 15. század       |
| Peléndri        | Szent Kereszt-templom                       | 13–15. század    |
| Galáta          | Szűz Mária-templom                          | 16. század       |
| Platanisztásza  | Szent Kereszt-templom                       | 15. század       |
| Palekhóri       | A Megváltó megdicsőülése templom (2001 óta) | 16. század       |